# Плодова мушица
Плодовата мушица, наричана още винена мушица (Drosophila melanogaster) е вид насекоми от разред двукрили, семейство Drosophilidae. Това е един от класическите моделни организми (обекти на изследване) в генетиката. Тази много дребна муха е позната на всеки, който се е доближавал до съд с джибри, до развалящи се плодове, или просто е оставял на масата в кухнята си грозде за 2 – 3 дни. Този вид, а също и няколко други близки до него видове (Drosophila pseudoobscura, Drosophila simulans и др.) са изключително удобни за генетични изследвания, защото първо, много лесно се размножават в лабораторни условия, второ, имат кратък жизнен цикъл, поради което за късо време могат да се проследят много поколения, трето, имат малко на брой, но едри хромозоми, които са удобни за наблюдение и пр. Пръв Томас Хънт Морган забелязва тези предимства на плодовата мушица и я използва като обект на научните си изследвания, в резултат на които открива значението на хромозомите като носители на наследствената информация. Той и сътрудниците му откриват също скаченото наследяване, наследяването, свързано с пола и това дава основание на Морган да формулира теорията за линейното разположение на гените в хромозомите, публикувана в книгата му Mechanism of Mendelian Heredity (1915). Интересен факт е, че Морган, независимо, че е удостоен с Нобелова награда по физиология и медицина точно за заслугите му по генетика (1933), в последните 1 – 2 десетилетия на живота си губи интерес към генетиката и се връща към „истинската си любов“ – морските организми, а работата по генетика продължават неговите ученици.